# Estação Marechal Hermes
Marechal Hermes é uma estação de trem da Zona Norte do Rio de Janeiro. Em frente a estação partem ônibus para Cascadura (782) e Praça Seca (783).

## Plataformas
Plataforma 1A: Sentido Deodoro
Plataforma 2B: Sentido Central do Brasil

## História
Segue o modelo de estação inglesa do século XIX, sendo inaugurada em 1913 pela Estrada de Ferro Central do Brasil.
O bairro foi projetado pelo poder público no início do século XX. Tanto a construção da estação de trem como a duplicação da linha férrea da EFCB fizeram com que Marechal Hermes tivesse uma conexão fácil e direta até a Central do Brasil, o que ocasionou o seu crescimento.
Essas obras possibilitaram o seu crescimento no que tange a comércio, moradias, urbanização e saneamento.
O nome alude ao então presidente, Marechal Hermes da Fonseca, que inaugurou tanto o bairro quanto a estação.
É visível no prédio da estação o modelo ferroviário predominantemente inglês, feito com tijolos maciços, trazidos diretamente da Inglaterra pelos navios mercantes. Apesar disso, a estação adota o estilo eclético, pois sua estrutura é marcada pela presença de telhas francesas, quatro fachadas, amplas coberturas e detalhes em azulejos de origem alemã e belga e arcos de ferro fundido franceses.
A estação também contava, em sua inauguração, com uma torre de aproximadamente seis metros de altura, que exibia um relógio de quatro faces, mas segundo o Inepac, a torre e o relógio foram levados para Minas Gerais.
É considerada uma das mais antigas e luxuosas estações da cidade,devido o prédio da estação com modelo inglês,além de preservação das estruturas é pela ótima atendência de boa qualidade.

## Fonte
- Subprefeitura da Zona Norte do Rio de Janeiro;
- Max Vasconcellos: Vias Brasileiras de Comunicação, 1928;